# To-stats-løsning
To-stats-løsningen er en gruppe af løsningsmodeler for den israelsk-palæstinensiske konflikt, som alle er centreret om forestillingen om to uafhængighede stater: Palæstina og staten Israel. Grænsen mellem de to stater er dog stadig genstand for uenighed og forhandlinger, hvor forskellige løsninger her er blevet foreslået. Palæstinensiske og arabiske ledere kræver generelt fuld israelsk tilbagetrækning fra de områder, som de erobrede i forbindelse med Seksdagskrigen i 1967. Dette afvises dog generelt af Israel, som har foreslået andre løsningsmodeller – herunder løsninger, der har involveret "jordbytte".
I 1947 vedtog FN's Generalforsamling delingsplan for Palæstina, som blev afvist af de arabiske ledere. I 1974 opfordrede FN resolution 3236 til en "fredelig løsning af spørgsmålet om Palæstina" og "to stater, Israel og Palæstina (...) side om side inden for sikre og anerkendte grænser" sammen med "en retfærdig løsning af flygtningespørgsmålet i overensstemmelse med FN resolution 194". Grænserne for staten Palæstina ville være "baseret på grænserne før 1967". Den seneste resolution (65/16) blev vedtaget i november 2013, hvor 165 lande stemmte for, mens 6 stemte imod og 6 undlod at stemme; Israel og USA stemte imod.
Selvom meningsmålinger konsekvent havde vist israelske og palæstinensiske flertal for en forhandlet to-stats-løsning, blev det i 2009 rapporteret, at der eksisterede en "voksende desillusion" med hensyn til en to-stats-løsning. I 2014 sagde 60% af palæstinenserne, at det endelige mål for deres nationale bevægelse skulle være "at arbejde hen imod at generobre hele det historiske Palæstina fra floden til havet".  En PCPSR-meningsmåling offentliggjort i 2021 viste, at kun 39% af palæstinenserne støttede en to-stats-løsning. En anden rapport offentliggjort i 2021 af RAND Corporation viste, at 60% af israelerne, på tværs af det politiske spektrum, var imod en to-stats-løsning.
Der har været mange diplomatiske bestræbelser på at realisere en to-stats-løsning; startende fra Madrid-konferencen i 1991 efterfulgt af bl.a. Oslo-aftalerne, det mislykkede Camp David-topmøde i 2000 og Taba-forhandlingerne i begyndelsen af 2001. I 2002 foreslog Den Arabiske Liga det såkaldte Arabiske Fredsinitiativ. Fredsforhandlingerne i 2013-14 mislykkes også.
En meningsmåling fra 2021 blandt eksperter viste, at 52 procent her mente, at to-stats-løsningen ikke længere var opnåelig. 77 procent mente, at hvis det ikke blev opnået, ville resultatet være en "en-stats-løsning beslægtet med apartheid". Ifølge en PCPSR-meningsmåling fra 2021 var støtten til en to-stats-løsning blandt palæstinensere og israelske jøder faldet til henholdsvis 43 procent og 42 procent. Ifølge mellemøsteksperter David Pollock og Catherine Cleveland sagde flertallet af palæstinensere i 2021, at de ønskede at (gen)erobre hele det historiske Palæstina – inkl. landområder, der var del af Israel før 1967. En en-stats-løsning med lige rettigheder for arabere og jøder var på andenpladsen.

## Yderligere læsning
- Aharon Cohen, Israel og den arabiske verden (Funk og Wagnalls, New York, 1970).

## Eksterne links
- - The Future of the TwoState Solution, Giora Eiland, Jerusalem Center for Public Affairs, February 2009
  - Two-state solution-discredited – without workable alternative, Beate Zilversmidt, The Other Israel, May 2006
  - "Two-State Chimera, No-State Solution". Why there won't ever be two 'states'. Cameron Hunt, Counter Currents, May 2007
  - "Banging Square Pegs into Round Holes," Dore Gold, ed. David Pollack, Washington Institute for Near East Policy, December 2008
  - "The Middle East conflict and the two-state solution," RearVision, ABC Radio National, September 23, 2009
  - Taking the two-state solution seriously (Webside ikke længere tilgængelig), Opinion by Alain Dieckhoff, March 2009, European Union Institute for Security Studies
  - A Demilitarized Palestinian State Arkiveret 4. november 2016 hos  Wayback Machine, On the meaning of that & summary of security arrangement out of previous Israeli-Palestinian accords, Reut Institution (a Think Tank)